# Cambil
Cambil ist ein südspanischer Ort und eine aus dem Hauptort und dem Dorf Arbuniel sowie mehreren Einzelgehöften bestehende Gemeinde (municipio) mit insgesamt 2.632 Einwohnern (Stand: 2024) im Süden der Provinz Jaén in der autonomen Region Andalusien. Der alte Ortskern ist als Conjunto histórico-artístico anerkannt.

## Lage
Der Ort Cambil liegt in der Sierra Mágina, einem Teilgebiet der Sierra Morena, knapp 32 km (Fahrtstrecke) südöstlich der Provinzhauptstadt Jaén in einer Höhe von ca. 760 bis 780 m ü. d. M. Das Klima im Winter ist gemäßigt, im Sommer dagegen warm bis heiß; die geringen Niederschlagsmengen (ca. 530 mm/Jahr) fallen – mit Ausnahme der nahezu regenlosen Sommermonate – verteilt übers ganze Jahr.

## Bevölkerungsentwicklung
| Jahr      | 1857  | 1900  | 1950  | 2000  | 2020  |
| Einwohner | 3.137 | 4.400 | 7.669 | 2.979 | 2.660 |

Die kontinuierliche Bevölkerungsrückgang in der zweiten Hälfte des 20. Jahrhunderts ist im Wesentlichen auf die Mechanisierung der Landwirtschaft und den damit einhergehenden Verlust an Arbeitsplätzen zurückzuführen.

## Wirtschaft
Cambil liegt im Süden der schier endlosen Olivenbaumplantagen der Provinz Jaén. Früher wurden auch Getreide, Weinreben etc. zur Selbstversorgung angepflanzt; Gemüse stammte aus den Hausgärten. Im Ort selbst haben sich Kleinhändler, Handwerker und Dienstleistungsbetriebe aller Art angesiedelt. Daneben gibt es mehrere Ferienhäuser (casas rurales).

## Geschichte

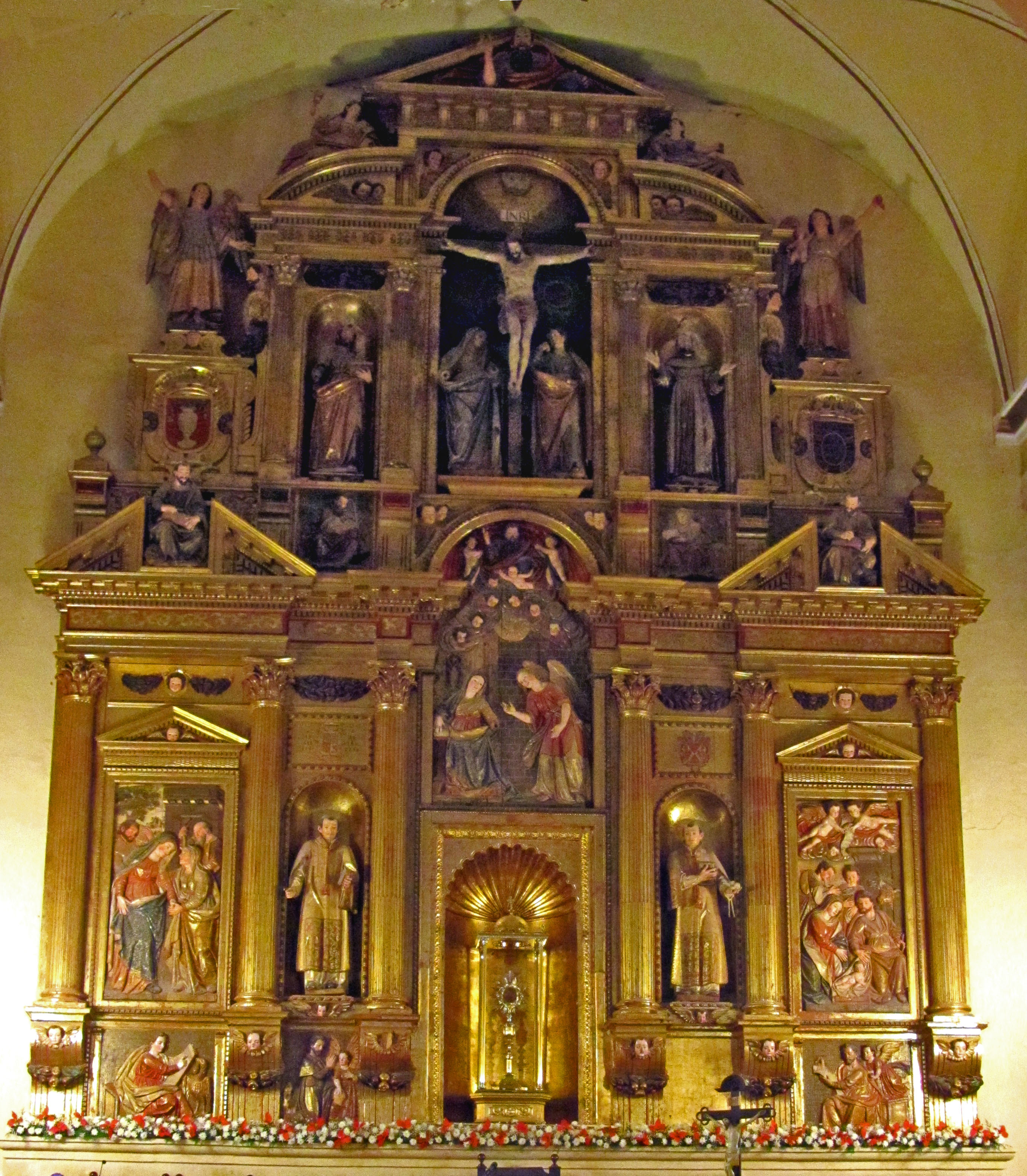
Altarretabel

Auf dem Gemeindegebiet wurden beim Bau eines Tunnels mehrere bronzezeitliche Felsgräber entdeckt. Aus der Römerzeit stammen mehrere Sarkophage und Säulen beim Dorf Arbuniel. Zu Beginn des 8. Jahrhunderts wurde die Gegend von den Mauren überrannt; sie nannten den Ort Qanbil. Nach dem Ende des Kalifats von Córdoba (1031) wurde die Gegend Bestandteil des Taifa-Königreichs Jaén. Um die Mitte des 12. Jahrhunderts wurde der Ort dem gerade neu entstandenen Almohadenreich einverleibt, welches sich nach der Niederlage in der Schlacht bei Las Navas de Tolosa (1212) zunehmenden Angriffen seiner muslimischen (Ibn Hud, Muhammad I. ibn Nasr) und christlichen Nachbarn ausgesetzt sah. Bereits im Jahr 1315 wurde Cambil von den Christen zurückerobert (reconquista), konnte jedoch als Grenzort zum muslimischen Königreich Granada nur 50 Jahre gehalten werden. Nur wenige Jahre vor der Eroberung Granadas wurde Cambil erneut christlich. Mit dem Alhambra-Edikt (1492) der Katholischen Könige begann die Vertreibung der sephardischen Juden; in den Jahren um 1610 wurden die letzten Muslime (Morisken) ebenfalls ausgewiesen.

## Sehenswürdigkeiten
- Von den beiden mittelalterlichen Burgen des Ortes (Castillo de Cambil, Castillo de Alhabar) sind nur noch geringe Spuren zu sehen.
- Die örtliche Pfarrkirche (Iglesia Parroquial de Nuestra Señora de la Encarnación) entstand im 16. Jahrhundert über einer zuvor abgerissenen Moschee. Das mehrfigurige, aber klar strukturierte Altarretabel ist ein Werk von Sebastián de Solís aus dem beginnenden 17. Jahrhundert; es wurde jedoch erst um 1670 vergoldet und farbig gefasst.[10]

Umgebung
- Das von den Mauren im 12. oder 13. Jahrhundert erbaute Castillo de Mata Bejid liegt ca. 12 km nordöstlich von Cambil. Es wurde im 14. Jahrhundert von den Christen erobert. Der Bergfried (torre del homenaje) ist noch erkennbar; im Burghof befindet sich eine Zisterne (aljibe).